# Шанхайский экспресс (фильм, 1932)
«Шанхайский экспресс» (англ. Shanghai Express) — американский мелодраматический художественный фильм 1932 года, поставленный Джозефом фон Штернбергом. Главные роли исполнили Марлен Дитрих и Клайв Брук. Премия «Оскар» за лучшую операторскую работу.

## Сюжет
В фильме рассказывается о том, как самая известная белая проститутка и авантюристка Китая по прозвищу Шанхайская Лили (Марлен Дитрих) встречает в поезде своего бывшего жениха-англичанина Дональда Харви (Клайв Брук), который служит офицером-медиком в британской армии. В стране идёт гражданская война, и поезд оказывается захваченным повстанцами. Они берут в заложники Харви и хотят выжечь ему глаза. Чтобы спасти Дональда, Шанхайская Лили обещает стать любовницей лидера революционеров.

## В ролях
- Марлен Дитрих — Шанхайская Лили
- Клайв Брук — капитан Дональд «Док» Харви
- Анна Мэй Вонг — Хуэй Фэй
- Уорнер Оулэнд — Генри Чанг
- Юджин Паллетт — Сэм Солт
- Густав фон Сейффертиц — Эрик Баум
- Луиз Клоссер Хейл — миссис Хэггерти
- Лоренс Грант — священник Кармайкл
- Эмиль Чаутэрд — майор Ленард

## Награды
В 1932 году «Шанхайский экспресс» награждён премией «Оскар» за лучшую операторскую работу, а также был номинирован за лучшую режиссуру и как лучший фильм.